# День работника прокуратуры (Россия)
День работника прокуратуры — профессиональный праздник работников и служащих прокуратуры России, отмечаемый ежегодно 12 января.

## История «дня работника прокуратуры Российской Федерации»
«День работников прокуратуры Российской Федерации» отмечается в России начиная с 1996 года, согласно Указу Президента Российской Федерации Б. Н. Ельцина от 29 декабря 1995 года «Об установлении Дня работника прокуратуры Российской Федерации».
Дата, когда отмечается «День работников прокуратуры России» была выбрана главой российского государства не случайно. 12 (23) января 1722 именным указом императора Российской империи Петра Великого при Правительствующем сенате впервые был учреждён пост генерал-прокурора и возник институт российской прокуратуры.
В 2007 году, президент РФ Владимир Путин в своём письме в генпрокуратуру России приуроченном к 285-летию этого ведомства, написал следующее:

…ваше ведомство является надежной опорой государства, твердо отстаивает принципы законности и правопорядка. Лучших представителей прокурорского корпуса всегда отличали высокая компетентность, верность служебному долгу и личная порядочность.
Важно, что нынешнее поколение сотрудников прокуратуры бережно хранит и приумножает профессиональные традиции. От вас, вашей настойчивости и последовательности во многом зависит защита законных прав и интересов граждан страны, единство российской государственности, эффективность борьбы с преступностью и коррупцией.

Эта цитата даёт чёткую оценку прокурорским работникам и их роли в современной жизни страны.

## «День работников прокуратуры» в других странах
Беларусь: День работников прокуратуры отмечается в республике ежегодно, 26 июня.
 Украина: День работников прокуратуры отмечается в республике ежегодно 1 декабря.